# Elfriede von Mühlenfels
Elfriede von Mühlenfels (* um 1810 in Greifswald; † 12. Januar 1884 in Dresden) war eine deutsche Schriftstellerin.

## Leben
Elfriede (Taufname: Friderine) von Mühlenfels war eine Tochter von Johann Jakob von Mühlenfels und dessen dritter Ehefrau Juliane Katharina Magdalena von Klein. Sie bildete sich mit größeren Reisen durch Schweden, die Schweiz und Italien fort. Seit 1830 lebte sie in Berlin und später in Dresden. 1847 gründete sie eine Stiftung in Rammenau und 1858 die nach ihr benannte Mühlenfels-Stiftung.
Weiterhin gehörte sie 1848 zu den Gründerinnen eines „Frauen-Vereins zur Erwerbung eines Kriegsschiffes“ in Berlin und Potsdam, der 1855 zum Bau des Schiffes „Frauenlob“ in Wolgast führte.

## Schriften
- Gedichte. Stralsund 1854
- Dresdner Album. 2. Aufl. Berlin 1856 (Digitalisat)
- Karlsbader Gedenkbuch. Dresden 1858 (Digitalisat)
- Marienbader Gedenkbuch. Dresden 1859 (Digitalisat)
- Hohenzollern-Lieder. Berlin 1872
- Religiöse Gedichte.
- Seeduell des preussischen Kanonenbootes „Meteor“ mit dem französischen Aviso „Bouvet“ an der Küste von Havanna. Berlin 1872
- Vaterländische Hochgesänge und Lieder. Berlin 1894